# Confederazione di Tyszowce

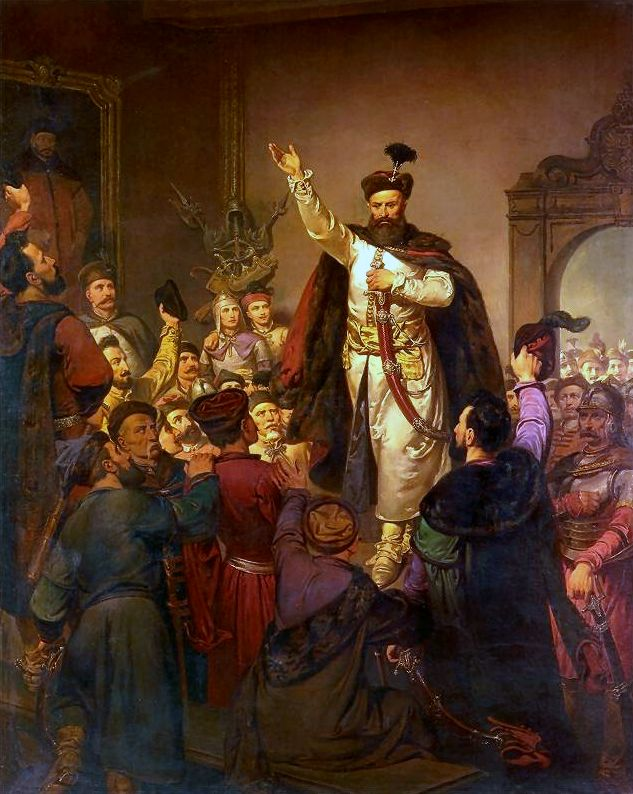
Dipinto di Walery Eljasz-Radzikowski raffigurante la Confederazione di Tyszowce

La Confederazione di Tyszowce (in polacco Konfederacja tyszowiecka) fu un'alleanza istituita dall'esercito polacco sotto il comando del Grande atamano della Corona Stanisław "Rewera" Potocki e dell'Atamano di Campo della Corona Stanisław Lanckoroński il 29 dicembre 1655 a Tyszowce, località vicino a Zamość. Fu il punto di svolta della guerra della Polonia con la Svezia durante il cosiddetto Diluvio. L'esercito cattolico polacco si disse offeso dall'assedio svedese al monastero di Jasna Góra e proclamò una rivolta nazionale contro gli svedesi.